# Alessandra Korap
Alessandra Korap (Pará, 1985) è un'attivista brasiliana, del gruppo etnico Munduruku.

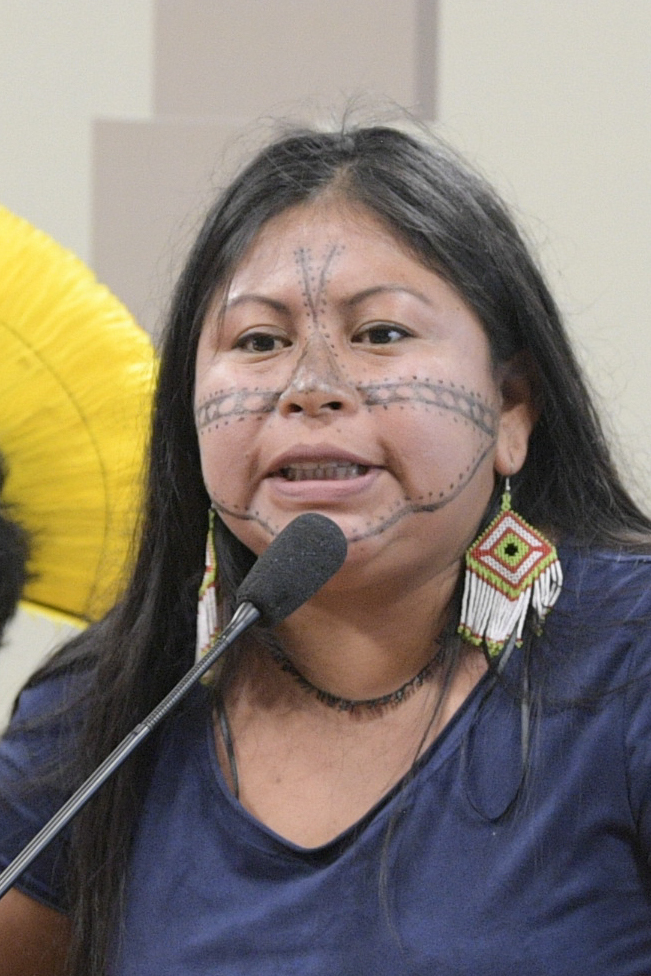
Alessandra Korap Munduruku

È riconosciuta a livello internazionale per il suo operato, che consiste principalmente nel difendere la demarcazione del territorio indigeno e denunciare lo sfruttamento e le attività illegali delle industrie minerarie e forestali.
Nel 2020 ha ricevuto il "Robert F. Kennedy Human Rights Award" negli Stati Uniti. Nel 2023, Korap ha ricevuto il "premio Goldman per l'ambiente" per il Sud e il Centro America, detto anche "premio Nobel per l'ambiente".

## Biografia
Fin dalla tenera età, Alessandra Korap si è interessata alla politica e ha partecipato alle riunioni del consiglio tribale, in un periodo in cui non era ancora consuetudine per le donne parteciparvi. Con la progressiva invasione delle terre indigene e la perdita dei suoi diritti, si è impegnata maggiormente nell'attivismo. Nel 2019 si è trasferita a Santarém per studiare legge all'Università Federale del Pará Occidentale (UFOPA), così da esser maggiormente preparata per la sua causa.
Si è distinta come sostenitrice degli interessi delle popolazioni indigene contro l'invasione delle loro terre da parte dei minatori. Korap è stata la prima donna a guidare l'Associazione indigena Pariri, che riunisce dieci villaggi della regione del Medio Tapajós, nel Pará. Una delle principali conseguenze dello sfruttamento di questo territorio per la vita degli indigeni del Medio Tapajós denunciate da Alessandra è l'impatto del mercurio, ampiamente utilizzato nelle attività minerarie. Uno studio condotto da Fiocruz in collaborazione con il WWF-Brasil indica che tutti i partecipanti alla ricerca sono risultati affetti da questo contaminante. Sei partecipanti su dieci avevano livelli di mercurio superiori ai limiti di sicurezza: circa il 57,9% dei partecipanti aveva livelli di mercurio superiori a 6 µg.g-1 - che è il limite massimo di sicurezza stabilito dalle agenzie sanitarie.
Nel 2020 ha ottenuto un riconoscimento internazionale attraverso il "Robert F. Kennedy Human Rights Award", divenendo la seconda brasiliana a riceverlo. Nel motivare il premio si legge che "come una guida, Alessandra difende i diritti indigeni, in particolare nella lotta per la demarcazione dei territori indigeni e contro i grandi progetti che colpiscono le terre indigene e i territori tradizionali nella regione di Tapajós". Per l'occasione John Kerry, inviato speciale del Presidente degli Stati Uniti Joe Biden, ha tenuto il discorso di apertura.
Al momento di ricevere il premio, Alessandra ha dichiarato che "il premio non è solo per me, ma per la lotta del popolo Munduruku e di altre persone che chiedono aiuto, che gridano ma non vengono ascoltate".
Si è inoltre impegnata per ridurre al minimo l'impatto della pandemia di covid-19 tra le popolazioni indigene.

## Ripercussioni
Alessandra Korap ha ricevuto delle minacce di morte e successivamente la sua casa è stata assaltata e saccheggiata a causa del suo attivismo. 
Nel 2019, un gruppo di deputati federali tedeschi ha chiesto al governo brasiliano di fornirle protezione. L'invasione della sua casa è avvenuta dieci giorni dopo il suo viaggio a Brasilia con altri indigeni per denunciare le azioni minerarie e i disboscamenti illegali e chiedere la demarcazione delle terre indigene. Secondo Greenpeace tra il 2018 e il 2019 la deforestazione nelle terre dei Munduruku è aumentata di sei volte. I deputati tedeschi hanno firmato una lettera indirizzata al presidente Jair Bolsonaro e consegnata all'ambasciata brasiliana a Berlino, chiedendo che le autorità brasiliane incarichino i responsabili delle indagini di avviare un'inchiesta approfondita. Nella stessa lettera, hanno anche espresso la loro preoccupazione per la situazione dei difensori dei diritti umani in Brasile e hanno chiesto al governo di "rendere prioritaria la protezione di questi leader legittimi" e di "fare tutto il possibile per facilitare il lavoro delle organizzazioni della società civile".

## Premi
- 2020: Robert F. Kennedy Human Rights Award, Stati Uniti d'America[5][7].
- 2020: Taz Panter Award, Berlino[12].
- 2023: premio Goldman per l'ambiente, per il Sud e il Centro America[3]